# Waanzinnig gedroomd
Waanzinnig gedroomd is een Nederlandse musical uit 2014 gebaseerd op de liedjes van Kinderen voor Kinderen. De titel verwijst naar de grootste hit van Kinderen voor Kinderen: Ik heb zo waanzinnig gedroomd.

## Verhaal
Guus verhuist naar een nieuwe stad en moet naar een nieuwe school. De klas waar hij in terechtkomt is de slechtste klas van school en niemand mag elkaar.
Omdat hij het zelf niet kan oplossen huurt de directeur Meester Augustus in, die een reputatie heeft slechte klassen om te kunnen vormen tot goede klassen.
Meester Augustus introduceert Project M als de oplossing voor de problemen van de klas. Project M is het via muziek jezelf en je medeleerlingen ontdekken.
Meester Augustus neemt de klas mee naar het planetarium, de plek van zijn inspiratie. Dit doet hij echter zonder toestemming van de oudercommissie en de directeur.
Als de klas terugkomt van het uitje, staat de moeder van Guus op het schoolplein om Guus op te halen en als Meester Augustus verliefd lijkt te worden op de moeder van Guus, wat Guus niet wil, bedenkt Guus een plannetje om meester Augustus uit te schakelen. Hij schrijft zogenaamd als ouder een briefje naar de directeur waar hij vertelt over het bezoek aan het planetarium. Guus, die spijt heeft van zijn actie, durft de volgende dag de meester niet onder ogen te komen en weet zijn moeder over te halen hem ziek te melden. Meester Augustus krijgt te horen dat hij nog twee dagen heeft om Project M af te ronden en daarna wordt hij ontslagen. De klas die inmiddels bijgedraaid is en die willen meester Augustus niet kwijt. Lily gaat na school op ziekenbezoek en krijgt van Guus te horen wat hij gedaan heeft en waarom. Guus bedenkt een plannetje om de directeur te overtuigen dat meester Augustus niet weg moet, maar heeft wel de hulp van de klas nodig.

## Rolverdeling
| Rol                | Acteur                                                                            | Opmerking                                       |
| ------------------ | --------------------------------------------------------------------------------- | ----------------------------------------------- |
| Meester Augustus   | Steyn de Leeuwe                                                                   |                                                 |
| Leo                | Niels Gooijer                                                                     | vader van Guus                                  |
| Julie              | Lotte Noordanus                                                                   | moeder van Guus                                 |
| Hendrik van Kampen | Ian Bok                                                                           | schooldirecteur                                 |
| Anouk van Kampen   | Michelle Courtens                                                                 | vrouw schooldirecteur                           |
| Guus               | Bjurre Potters Jelle Stout Stijn Holewijn Thijs Overpelt                          |                                                 |
| Lily               | Lianne Pijpers Nohr de Vos Rayna Busch Tess van de Camp                           | klasgenootje van Guus                           |
| Zoë                | Mylène Waalewijn Rosanne Waalewijn Elaine Hakkaart Chantal Tinbergen Manouk Pluis | puberdochter van schooldirecteur                |
| Daan               | Jannes Heuvelmans Ivo Timmers Philip van Loosbroek Stijn Roosendaal               | zoon van schooldirecteur en klasgenoot van Guus |
| Emma               | Nina Snijers Hannah Bruijs Hannah Scheepers Sara Pete                             | klasgenootje van Guus                           |
| Ahmed              | Eliyha Altena Elijah Hussainali Jaïr Faria Lesly Pengel                           | klasgenoot van Guus                             |
| Julia              | Anouk Cicak Carlotta Diekman Carmen von Michaelis Josephine van Waesberghe        | klasgenootje van Guus                           |
| Marc               | David Oudijk Dylan Hartgers Lucas Biasiotti Max Mies Davy Gomez                   | klasgenoot van Guus                             |
| Mieke              | Emma Schipper Eva Boddendijk Ezra Mol Genis van Denderen                          | klasgenootje van Guus                           |
| Sabrina            | Genecieve Zimmerman Hailey Bergwijn Kymora Henar Sanaa Giwa                       | klasgenootje van Guus                           |

## Bijzonderheden
- Het orkest wordt gevormd door een deel van de castleden samen met Thijs Cuppen, de muzikaal leider
- Een liedje (Muziek laat je dromen) is speciaal voor de musical geschreven, de overige liedjes komen allemaal uit Kinderen voor Kinderen